# Макаров, Алексей Викторович
Алексей Викторович Макаров (род. 5 марта 1960 года) — российский металловед, член-корреспондент РАН (2019).

## Биография
Родился 5 марта 1960 года.
В 1982 году — окончил Уральский политехнический институт.
С 1986 по 2000 годы − работал в лаборатории физического металловедения Института физики металлов.
С 2000 по 2014 годы − заведующий лабораторией конструкционного материаловедения Института машиноведения УрО РАН, с мая 2014 года — главный научный сотрудник ИМАШ УрО РАН (по совместительству).
С мая 2014 года − заведующий отделом материаловедения и лабораторией механических свойств ИФМ УрО РАН.
В 2019 году — избран член-корреспондентом РАН.

## Научная деятельность
Специалист в области физического металловедения.
Область научных интересов — изучение структурных механизмов повышения износостойкости и упрочнения металлических сплавов за счёт создания метастабильных и нанокристаллических состояний, разработка на этой основе эффективных способов термических, деформационных и комбинированных обработок, применение неразрушающих электромагнитных методов для аттестации износостойких и высокопрочных структур, для контроля износостойкости и механических свойств сталей и сплавов. Особый вклад внёс в создание основ наноструктурирующих фрикционных обработок и методов упрочнения и модифицирования поверхности лазерной закалкой и наплавкой. Разработки использованы в производстве бурового и штампового инструмента, в технологиях лазерного и фрикционного упрочнения быстроизнашивающихся изделий машиностроения.
Автор более 400 публикаций, 2 монографий, 2 учебных пособий, Международной энциклопедии по трибологии, 9 патентов РФ и авторских свидетельств на изобретения.
Ведёт преподавательскую деятельность в должности профессора на кафедре металловедения УрФУ.
Член редколлегий журналов «Обработка металлов. Технология, оборудование, инструменты» и «Diagnostics, Resource and Mechanics of materials and structures».